# خورخي شارب
خورخي شارب هو محامي وسياسي تشيلي، ولد في 25 مارس 1985 في بونتا أريناس في تشيلي. انتخب mayor of Valparaíso ‏ (6 ديسمبر 2016 – ).